# Ratcliffe Culey
Ratcliffe Culey – wieś w Anglii, w hrabstwie Leicestershire, w dystrykcie Hinckley and Bosworth, w civil parish Witherley. Leży 9 km od Market Bosworth. W 1931 roku civil parish liczyła 184 mieszkańców. Ratcliffe Culey jest wspomniana w Domesday Book (1086) jako Redeclive.